# Мъжкари
Мъжкари (на испански: Machos) е чилийска испаноезична теленовела от 2003 г.

## Сюжет
За първи път телевизионен сериал пречупва сложните семейни и любовни взаимоотношения през призмата на мъжете. През техния поглед и в духа на романтична комедия, зрителите ще открият забавен и вълнуващ свят, който се върти около Анхел Меркадер, неговите 7 сина и жените, които съпътстват живота им.
Анхел Меркадер е баща на 7 сина, твърде консервативен, мачист, с дискриминационно отношение към жените, който не се огъва пред нищо. Соня е любовницата на Анхел. Мечтае да има семейство и най-неочаквано се влюбва в Алонсо – най-възрастният син на Анхел. Какво ще стане, когато тримата разберат истината? Адан и Алекс са двама от синовете на Анхел Меркадер. Всеки от тях има своята история, свой поглед върху живота. Адан е любимецът, лекар като баща си. Алекс е черната овца и покорител на нощта. Какво ще се случи, когато и двамата се влюбят в една и съща жена? Алекс е женкар, роденият прелъстител, който си играе с любовта. Моника и Фернанда го знаят, но се влюбват в него. След десетгодишно отсъствие, Ариел се връща у дома. Младежът се страхува от реакцията на баща си, но майка му Валентина го успокоява. Часове след като е бил при любовницата си – чаровната Соня Трухильо, главата на семейство Меркадер – Анхел Меркадер се връща в дома си и се среща очи в очи с Ариел. Разговорът между двамата е напрегнат. Но накрая Анхел съобщава на останалите си синове, че брат им се е върнал, и че двамата са се сдобрили. Всички приемат радушно Ариел, с изключение на Амаро, който гледа с недоверие на блудния син. Алекс изобщо не подозира, че Фернанда – момичето, с което се е запознал през лятото, е решила да се върне във Виня дел Мар, за да е близо до него. На празненството по случай годишнината от сватбата си Анхел не се опитва да скрие чувството си на гордост към 25-годишния си син Адан, когото смята за истински мъж, но Белен – приятелката на младежа намеква, че той никога не я е докосвал, и че на 25 години тя все още е девствена. Минути по-късно Анхел е поразен, когато снаха му Консуело му съобщава, че Армандо е безработен от 6 месеца. Старият Меркадер решава да приеме семейството на сина си у дома, докато той си намери стабилна работа, след което започва да мисли как да направи от Адан истински мъж. На следващия ден Алонсо се запознава с една млада жена и завързва оживен разговор с нея, без изобщо да подозира, че това е Соня, любовницата на баща му. Амаро – 23-годишният студент по архитектура е пленен от преподавателката Исабел – 20 години по-възрастна от него. По случайност Анхел наема Фернанда да дава уроци на внук му Андресито. Адан не скрива увлечението си към момичето. Алекс обаче се вижда принуден да поднови връзката си с нея. 18-годишният Антонио, най-малкият от седемте братя казва на шега на Мадона, че брат му Адан не харесва жените и тя веднага го съобщава на Белен. Антонио кара пиян. В колата е и Мадона. Двамата претърпяват тежка катастрофа. Когато разбира, че синът му е добре, Анхел Меркадер му заявява, че трябва да работи за да поеме разходите по ремонта на колата. От своя страна Соня признава на своя любовник, че не желае повече да се среща с него, защото след запознанството си с Алонсо, животът ѝ се е променил напълно. След купон в бара на Алекс, Антонио, твърде пиян, прекарва нощта с Киара. Когато научава за това, Мадона решава да напусне младежа завинаги. Ариел се опълчва срещу баща си, защото се опитва да манипулира живота на всички свои синове. В отговор на това Анхел обижда сина си. Притеснен и огорчен Ариел му отговаря: „Може да съм хомосексуалист, но ти си педераст.“ 

## В България
В България сериалът е излъчен два пъти по Нова телевизия през 2005 г. с дублаж на български език.